# Transformers Universe
A Transformers Universe egy, a Marvel Comics által kiadott négyrészes mini-képregénysorozat volt, mely 1986 és 1987 között jelent meg az Amerikai Egyesült Államokban. A sorozat nem az Alakváltók kalandjait tartalmazta, hanem a Marvel által, az 1980-as években  kiadott Transformers képregénysorozatban szereplő Autobotok és Álcák technikai jellemzőit, jellemüket és egyéb tulajdonságaikat foglalta össze. A szereplők leírásait Bob Budiansky, a képregénysorozat akkori írója készítette és Mark Alexander, Jose Marzan, Mark McKenna valamint Bruce Solotoff illusztrálta. A leírások nagy része megegyezett a Hasbro játékdobozain olvasható leírásokkal, csak kibővített formában.
A karakterleírások Magyarországon a Transformers sorozat magyar kiadásában, általában az adott szám aktuális két történetét elválasztó mellékletként jelentek meg.

## A sorozat számai és tartalma
- 1. szám: szereplők leírása Air Raid-től (Támadótól) Grimlock-ig (Mogorváig)
- 2. szám: szereplők leírása Groove-tól (Hasítótól) Ramjet-ig (Löketig)
- 3. szám: szereplők leírása Rampage-től (Dühöngőtől) Swindle-ig (Svindliig)
- 4. szám: szereplők leírása Steeljaw-tól Windcharger-ig (Széllovasig), valamint az 1986-os Transformers mozifilm szereplői

## Megjelenés gyűjteménykötetben
A sorozat 1987-ben gyűjteménykötet formájában is megjelent, bár néhány szereplő kimaradt belőle.
- Transformers Universe 1987. szeptember – ISBN 0-8713-5296-6